# Габурі Сідібе
Габурі «Геббі» Сідібе (англ. Gabourey "Gabby" Sidibe, нар. 6 травня 1983) — американська акторка кіно, телебачення та озвучення.
Народилася у Брукліні, а дитинство провела у місті Нью-Гейвен в Коннектикуті, куди переїхала з матір'ю після розлучення батьків. Спостерігаючи в дитинстві скрутне фінансове становище матері, яка заробляла на життя, виступаючи з вуличними концертами, Габурі вирішила створити для себе кращі умови і пройшла навчання відразу у кількох коледжах Нью-Йорку.
У 2009 році, ще студенткою коледжу, Сідібе успішно пройшла проби і отримала роль у драмі Лі Денієлса «Скарб». У фільмі вона виконала роль 16-річної дівчини, яка завагітніла від зґвалтування власним батьком, а її мати жорстоко поводиться з нею. Фільм був із захопленням прийнятий критикою, отримавши низку номінацій на різні кінопремії, а Габурі Сідібе стала номінанткою премій «BAFTA», «Золотий глобус» і «Оскар».

## Фільмографія
| Рік  | Фільм                            | Роль            |
| ---- | -------------------------------- | --------------- |
| 2009 | Скарб                            | Клеріс Джонс    |
| 2010 | Yelling to the Sky               | Летонья Вільямс |
| 2010 | Невиліковне Це                   | Андреа          |
| 2010 | Saturday Night Live              | Грає саму себе  |
| 2016 | Брати з Ґрімзбі                  | Бану            |
| 2014 | Американська історія жаху: Шабаш | Куїнні          |